# カタール観光局
カタール観光局（QTA）は、カタールの政府機関。